# Toumour
Toumour es una comuna rural de Níger perteneciente al departamento de Bosso de la región de Diffa. En 2012 tenía una población de 11 713 habitantes, de los cuales 5982 eran hombres y 5731 eran mujeres.
Es una comuna de mayoría étnica fulani, donde los sedentarios viven en la localidad principal y los nómadas y seminómadas repartidos por el territorio de la comuna. En la zona predomina la agricultura de secano, aunque en el noroeste de la comuna hay áreas agropastorales. En septiembre de 2016 se produjo en los alrededores de Toumour una batalla de tres días entre las Fuerzas Armadas Nigerinas y el grupo terrorista Boko Haram, que provocó más de cuarenta muertos, la mayoría de ellos del grupo terrorista.
La localidad se ubica unos 20 km al oeste de la capital departamental Bosso.